# キュノサルゲス

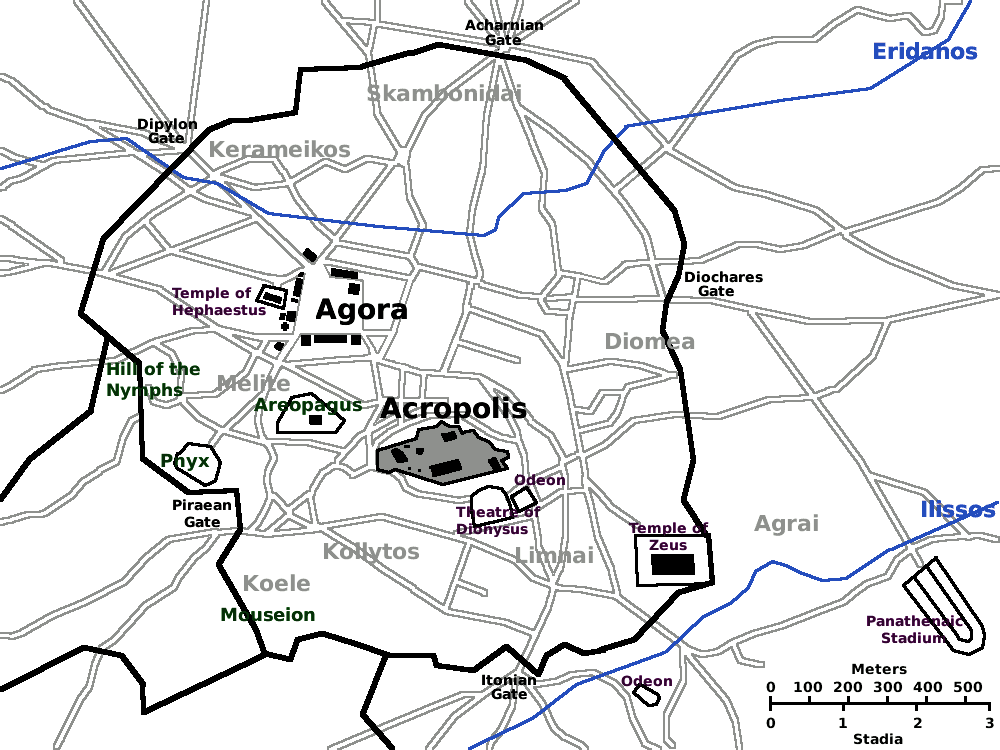
アテナイの地図。ちょうど南東（右下）のOdeon（オデオン/劇場）と表示されている周辺に、キュノサルゲスはあった。

キュノサルゲス（希: Κυνόσαργες、Cynosarges）は、アテナイの城壁の外に隣接し、イリソス川の南の丘にあった公共の体育場（ギュムナシオン）。
名称は cynos と argos に由来し、「白い犬」または「すばしこい犬」を意味する。伝説によれば、アテナイのディディモス (Didymos) がたくさんの生贄を捧げていたとき、白い（またはすばしこい）犬が現れて捧げ物を盗んで逃げた。ディディモスが驚いていると神託があり、その犬が捧げ物を落とした場所にヘーラクレースの神殿を建てよ、と告げた。
ヘロドトスによれば、紀元前490年ごろにはそこに神殿があり、それがヘーラクレースの有名な聖地となり、その母アルクメーネー、妻ヘーベー、ヘーラクレースを助けたイオラーオスも祀られていた。そこにギュムナシオンが建設された。キュノサルゲスは主に私生児 nothoi のためのギュムナシオンとされた。
キュノサルゲスはキュニコス派のアンティステネスが講義をした場所と言われており、キュニコス派という名称の由来の1つとされている。